# Fulcrano di Lodève
Fulcrano, o Fulcranno (X secolo – 13 febbraio 1006), è stato un vescovo francese. È venerato come santo dalla Chiesa cattolica.
Fu vescovo di Lodève. Secondo la biografia di Bernardo Gui, suo successore sulla cattedra di Lodève († 1331), Fulcrano nacque in una famiglia distinta, si consacrò al ministero ecclesiastico in giovane età, fu ordinato presbitero e sin dalla giovinezza condusse una vita casta e santa.
Quando nel 949 morì Teoderico, vescovo di Lodève, Fulcrano suo malgrado fu eletto suo successore e fu consacrato dall'arcivescovo di Narbona il 4 febbraio dello stesso anno. 
Fu infaticabile nel suo impegno di conservare la morale nella sua diocesi, specialmente fra il clero e i fra i religiosi; ricostruì molte chiese e conventi, fra i quali la cattedrale dedicata a san Genesio e la chiesa del Santo Salvatore con l'annesso monastero benedettino.
Si dedicò in particolare ai poveri e agli ammalati, per cui fondò nuovi ospedali e aumentò le rendite di altri già esistenti.

## Culto

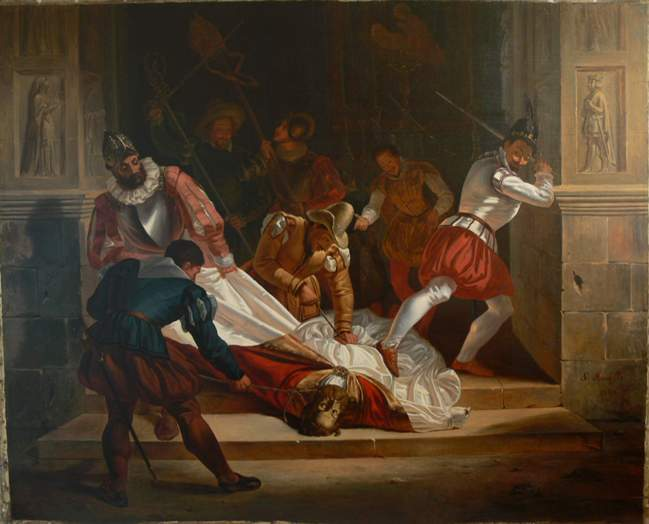
François Matet, Il corpo di san Fulcrano oltraggiato dai protestanti, (1834)

Dopo la sua morte fu sepolto nella cattedrale di Lodève e venerato come santo. Il suo corpo, che si era preservato intatto, fu arso dagli ugonotti nel 1572 e si poterono salvare solo pochi resti. È il secondo patrono della diocesi di Lodève e la sua festa ricorre il 13 febbraio.
Lodève celebra la "Fête de St. Fulcran", una sagra popolare, a maggio, per una settimana.